# Suttons Bay, Michigan
Suttons Bay är en ort (village) i Leelanau County i den amerikanska delstaten Michigan. Orten har fått sitt namn efter markägaren Harry C. Sutton. Suttons Bay ingår i Suttons Bay Township som är administrativ huvudort i countyt. Enligt 2010 års folkräkning hade Suttons Bay 618 invånare.